# Райтель, Моника
Моника Райтель (нем. Monika Raithel, урождённая Альбрехт, нем. Albrecht; 17 декабря 1940, Росток — 29 июня 2011) — немецкий музыкальный педагог. Жена Хуго Райтеля.
Окончила Дрезденскую высшую школу музыки (1963) как пианистка и дирижёр. С 1965 г. и до конца жизни преподавала там же, с 1985 г. заведовала кафедрой дирижирования и корепетиторства, с 1986 г. профессор. В 1990—1991 гг. исполняющая обязанности ректора.
Изредка выступала на концертной сцене, в том числе исполняя произведения своего мужа, но преимущественно была известна как пианист-аккомпаниатор. Выступала с заметными дрезденскими скрипачами Каем Фоглером, Роландом Штраумером, Хайке Янике и Ральфом Карстеном Брёмзелем, аккомпанировала участникам различных международных конкурсов и мастер-классов. По словам ректора Дрезденской высшей школы музыки Эккехарда Клемма, Райтель «играла и преподавала со страстью, дала творческий импульс поколениям музыкантов».